# Польская синагога (Вена)

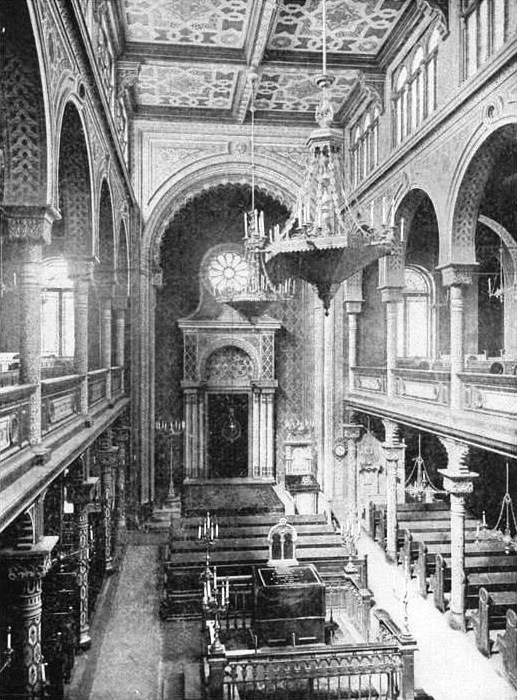
Внутренний интерьер польской синагоги

Польская синагога (нем. Polnische Synagoge) — несуществующая сегодня синагога, находившаяся в Вене (Австрия) на улице Леопольдгассе, 29.

## История
На своём заседании 17 декабря 1888 года Исполнительный совет венской еврейской общины Бет Исраэль принял решение о строительстве новой синагоги рассчитанной на 750 человек. В марте 1892 года для этой цели был куплен участок в Леопольдштадте.
Синагога была построена в 1892—1893 годах по проекту австрийского архитектора еврейского происхождения Вильгельма Стяссны для нужд иудейских верующих родом из Польши, проживавших в то время в Вене. 5 марта 1893 года постройка была завершена 8 сентября состоялось торжественное открытие .
Синагога была построена в мавританском стиле с центральным куполом в виде «луковицы». Внутреннее помещение синагоги разделялось на три нефа и верхние галереи.
Была рассчитана на 450 мужчин и 317 женщин. Раввином в 1932 году был назначен Меир Майерсон.
Во время Хрустальной ночи 9-10 ноября 1938 года была сожжена австрийскими нацистами.
В настоящее время на её месте располагается другое здание.